# Morrow (Geòrgia)
Morrow és una població dels Estats Units a l'estat de Geòrgia. Segons el cens del 2000 tenia 4.882 habitants.

## Demografia
Segons el cens del 2000, Morrow tenia 4.882 habitants, 1.731 habitatges, i 1.166 famílies. La densitat de població era de 639 habitants/km².
Dels 1.731 habitatges en un 31,4% hi vivien nens de menys de 18 anys, en un 44,4% hi vivien parelles casades, en un 17,9% dones solteres, i en un 32,6% no eren unitats familiars. En el 22,2% dels habitatges hi vivien persones soles el 6,9% de les quals corresponia a persones de 65 anys o més que vivien soles. El nombre mitjà de persones vivint en cada habitatge era de 2,82 i el nombre mitjà de persones que vivien en cada família era de 3,26.
Per edats la població es repartia de la següent manera: un 24,4% tenia menys de 18 anys, un 15,5% entre 18 i 24, un 29,5% entre 25 i 44, un 19,7% de 45 a 60 i un 10,8% 65 anys o més.
L'edat mediana era de 30 anys. Per cada 100 dones de 18 o més anys hi havia 87,9 homes.
La renda mediana per habitatge era de 46.569 $ i la renda mediana per família de 50.686 $. Els homes tenien una renda mediana de 31.210 $ mentre que les dones 24.886 $. La renda per capita de la població era de 17.544 $. Entorn del 3,1% de les famílies i el 8,9% de la població estaven per davall del llindar de pobresa.

## Poblacions més properes
El següent diagrama mostra les poblacions més properes.